# Иосиф (архимандрит Новоспасского монастыря)
Архимандрит Иосиф — архимандрит Новоспасского монастыря в Москве с 1612 по 1616 годы, известный по участию в земской думе 1613 года.
Среди прочих был послан 21 февраля спросить москвичей о выборе нового царя и затем (2 марта) в Ипатьевском монастыре к старице Марфе просить Михаила на царство.